# 丸之内 (津市)
丸之内（まるのうち）は三重県津市の地名並びに街区である。

## 街区の丸之内
東（東丸之内）・西（西丸之内）・南（南丸之内）・北（北丸之内）と無冠（丸之内）の5つの丸之内で構成される。津市の繁華街、中心業務地区である。

### 概要
津城跡をほぼ取り囲むような形で存在し､丸之内と北丸之内の中間に位置する中央と合わせて津市､三重県の中心業務地区（CBD）を形成する。古くからの繁華街・歓楽街である大門とも隣接する。
東丸之内には中勢地区以南唯一の百貨店である津松菱や三菱UFJ銀行、三菱UFJ信託銀行、りそな銀行、日本生命などの金融機関が集中し、丸之内・西丸之内には津城跡、津市役所、津地方裁判所、津地方検察庁、NHK津放送局など、南丸之内には中部電力津支社や津新町駅に続く「新町通り商店街」がある。北丸之内には朝日生命津支店やJTB津支店、松阪牛の名店として知られる朝日屋を始めとした各種商店などが集まり、丸之内地区は中心業務地区・繁華街として津市だけでなく、三重県全体に影響力を持つ。丸之内と東丸之内には、国道23号を挟む形で車・歩道に分かれたアーケード街である「丸之内商店街」が立地する。

### 交通
鉄道交通は、1924年（大正13年）〜1961年（昭和36年）は、近隣の愛宕町に近鉄伊勢線 津新地駅があったが、津市の玄関口である津駅・津新町駅の中間点に位置するため、近鉄伊勢線廃止後は津市以外からの三重県内の殆どからアクセスしにくいところがある。
一方でバス路線は充実しており、特に津駅から南部方面に行くバスはほぼすべて丸之内地区の中心（町名としては中央）に位置するバスターミナルである三重会館に停車するので、ラッシュ時には3 - 5分に1本、昼間でも5 - 10分に1本のバスが丸之内方面に向けて運行されている（丸之内地区の主なバス停は中町、京口立町、三重会館、岩田橋、津市役所・NHK前､裁判所前など）。

### その他
人口1人あたりの消費量全国一を誇る、津市の名物である鰻の名店の多くもこの丸之内地区と大門地区に集まっている。
津城は県史跡である。

## 地名の丸之内
※ 津市の中央部に位置し、東に東丸之内、西に西丸之内、南に岩田、北に中央と接している。

### 河川
- 岩田川

### 歴史
- | [icon] | この節の加筆が望まれています。 |

### 世帯数と人口
2019年（令和元年）6月30日現在の世帯数と人口は以下の通りである。
| 町丁   | 世帯数  | 人口  |
| ------ | ------- | ----- |
| 丸之内 | 266世帯 | 455人 |

#### 人口の変遷
国勢調査による人口の推移
| 1995年（平成7年）  | 714人 | [ 5 ] |  |
| 2000年（平成12年） | 613人 | [ 6 ] |  |
| 2005年（平成17年） | 542人 | [ 7 ] |  |
| 2010年（平成22年） | 462人 | [ 8 ] |  |
| 2015年（平成27年） | 414人 | [ 9 ] |  |

#### 世帯数の変遷
国勢調査による世帯数の推移
| 1995年（平成7年）  | 282世帯 | [ 5 ] |  |
| 2000年（平成12年） | 255世帯 | [ 6 ] |  |
| 2005年（平成17年） | 251世帯 | [ 7 ] |  |
| 2010年（平成22年） | 221世帯 | [ 8 ] |  |
| 2015年（平成27年） | 203世帯 | [ 9 ] |  |

### 学区
市立小・中学校に通う場合、学区は以下の通りとなる。
| 番・番地等 | 小学校           | 中学校             |
| ---------- | ---------------- | ------------------ |
| 全域       | 津市立養正小学校 | 津市立西橋内中学校 |

### 交通
- 国道23号
- 国道163号
- 三重県道42号津芸濃大山田線

### 施設
- 津城址
- 津警察署

### その他

#### 日本郵便
- 郵便番号 : 514-0033[3]（集配局：津中央郵便局[11]）。